# Beriev Be-30
Il Beriev Be-30 (in cirillico Бериев Бе-30, nome in codice NATO Cuff) era un aereo di linea regionale biturboelica ad ala alta progettato dall'OKB 49 diretto da Georgij Michajlovič Beriev e sviluppato in Unione Sovietica negli anni sessanta.
Destinato ad operare su rotte a corto raggio nella compagnia aerea di bandiera sovietica, l'Aeroflot, fu il primo velivolo ad operare esclusivamente da terra disegnato e sviluppato dall'ufficio di progettazione di Beriev che fino ad allora si era dedicato esclusivamente a idrovolanti ed aerei anfibi.

## Storia del progetto
Sviluppato dell'OBK 49 direttoBeriev volò per la prima volta l'8 luglio 1968. L'aereo fu testato con successo in diverse condizioni atmosferiche e ricevette numerosi apprezzamenti. Il prototipo del Be-30 fu mostrato nel 1969 al 28 Salone Internazionale di Le Bourget. In totale furono costruiti 8 Be-30

### Be-32
Il Be-32 è una versione aggiornata del Be-30 sviluppata in grado di eseguire una moltitudine di attività, tra le quali, trasporto passeggeri, ambulanza, antincendio, lancio di paracadutisti, ecc. Rispetto al Be-30 il Be-32 ha una parte anteriore modificata ed ora può portare fino a 17 posti. Tutti gli 8 Be-30 sono stati aggiornati ad una versione del Be-32. La cabina di pilotaggio è dotata di doppi comandi e di strumenti per il volo IFR e VFR. Il vano di carico è largamente personalizzabile in diverse opzioni:
- Trasporto passeggeri: 16-17 passeggeri
- Trasporto merci: 1900 kg per un volume di 17 m3
- Aero-ambulanza: 6 barelle e 10 feriti seduti
- Trasporto paracadutisti: 15 parà

L'aereo ha un triciclo anteriore che può essere equipaggiato con sci, per atterrare su piste innevate, o galleggianti ed è perciò in grado di operare anche in zone Artiche. Il nucleo propulsivo era composto da due turboelica HPT-10 successivamente aggiornati con due HPT-20 da 1375 hp. Il Ba-32 è un velivolo estremamente manovrabile in grado di eseguire manovre acrobatiche ed è stato soprannominato il "fighter civile".
Nel 1992 un esemplare di Ba-32 parcheggiato da 17 anni nei pressi di un aeroporto venne ripristinato in quanto, nonostante il tempo passato alle intemperie, non presentava danni alla struttura portante. I motori vennero sostituiti con due AB-24N (i motori dell'An-28) con eliche a passo variabile. Volò per la prima volta il 12 maggio 1993 e successivamente effettuò un totale di 18 ore.

### Be-32K
Il Be-32K era la versione modernizzata deò Be-32 motorizzata con due Pratt & Whitney RK6A 65V. Il montaggio di questi nuovi motori comportò una modifica dei sistemi elettrici che da CA passarono in DC e un nuovo sistema idraulico. Il Be-32K attirò l'attenzione delle compagnie aeree russe che firmarono un protocollo d'intesa per la produzione dell'aereo in Romania, ma la difficile situazione economica sia in Russia sia in Romania portò ad un arresto del progetto. Si può stimare che le richieste per il Be-32K fossero circa 400.

### Sviluppo Attuale
Dopo quasi 15 anni dalla ripresa del progetto del Be-32 il 29 aprile 2010 è stata annunciata una nota in merito alla produzione di Be-32MK motorizzati con motori Omsk TVD-10B. Il completamento della certificazione è previsto tra il 2012 e il 2013. Il prezzo del Be-32MK dovrebbe aggirarsi attorno ai 4 milioni di dollari

## Versioni
Be-30
prototipo, equipaggiato con una coppia di motori radiali Shvetsov ASh-21 da 740 CV.
Be-30
modello di produzione in serie equipaggiato con una coppia di motori turboelica.
Be-30A
versione con scompartimento passeggeri ad alta densità, posti a sedere per 21-23 occupanti.

## Utilizzatori
Unione Sovietica
- Aeroflot

## Velivoli comparabili
- Antonov An-14M
- Antonov An-28
- Beechcraft 1900
- Britten-Norman Trislander
- CASA C-212 Aviocar
- de Havilland Canada DHC-6 Twin Otter
- Dornier Do 228
- Embraer EMB 110 Bandeirante
- Fairchild Swearingen Metroliner
- GAF Nomad
- British Aerospace Jetstream 31
- Harbin Y-12
- IAI Arava
- Let L-410 Turbolet
- PZL Mielec M28
- Short SC.7 Skyvan